# Centrale hydroélectrique de Merikoski
La centrale hydroélectrique de Merikoski (finnois : Merikosken voimalaitos) est une centrale hydroélectrique située dans les quartiers de Koskikeskus et Tuira à Oulu en Finlande.

## Caractéristiques
La conception architecturale est due à l'architecte finlandais Bertel Strömmer.